# Jumping (코요태의 음반)
《Jumping》은 대한민국의 3인조 혼성그룹 코요태의 스페셜 앨범이다.
멤버 김종민의 공익근무요원 복무로 인하여 신지 · 빽가의 2인조로 활동하였으며, 정규 10집이 아닌 '스페셜 정규 앨범'으로 발매하였다. 수록곡 중 〈너만이〉는 음반 발매 이전에 선공개된 곡으로, 유일하게 김종민이 녹음에 참여한 곡이다.

## 개요

### 후속곡
당초 후속곡으로 〈아! 정말〉이 내정되었다가 신지의 건강 문제로 인하여 음반활동을 잠시 중단하였고, 이후 〈더!〉로 활동을 이어갈 예정이었으나 빽가의 공익근무요원 복무로 인하여 실행에 옮기지 못한 채 음반활동을 종료하였다.

## 수록곡
| #             | 제목                 | 작사                  | 작곡           | 편곡          | 재생 시간 |
| ------------- | -------------------- | --------------------- | -------------- | ------------- | --------- |
| 1.            | 〈Intro〉            |                       | 프랙탈         | 프랙탈        | 1:43      |
| 2.            | 〈아! 정말〉         | 이용민                | 이용민         | 이용민        | 3:18      |
| 3.            | 〈넌센스〉           | 김도훈, 김세진        | 김도훈, 김세진 | 이상호        | 3:56      |
| 4.            | 〈더!〉              | 신사동 호랭이, 전혜원 | 신사동 호랭이  | 신사동 호랭이 | 3:20      |
| 5.            | 〈정말 나쁜 남자야〉 | 백민혁                | 백민혁         | 백민혁        | 3:12      |
| 6.            | 〈아프고 아파도〉    | J. FEVER              | 정훈, 박성진   | 정훈          | 3:35      |
| 7.            | 〈Go Go〉            | 김태희                | 정진수         | 정진수        | 3:28      |
| 8.            | 〈너만이〉           | 서정진, 박성진        | 김세진, 서정진 | 김세진        | 3:22      |
| 9.            | 〈이브의 경고〉      | 천성일                | 김창환         | 프랙탈        | 3:49      |
| 10.           | 〈I'm Sorry〉        | 백민혁                | 백민혁         | 안기덕        | 3:52      |
| 총 재생 시간: | 총 재생 시간:        | 총 재생 시간:         | 총 재생 시간:  | 총 재생 시간: | 31:35     |